# دارین طاطور

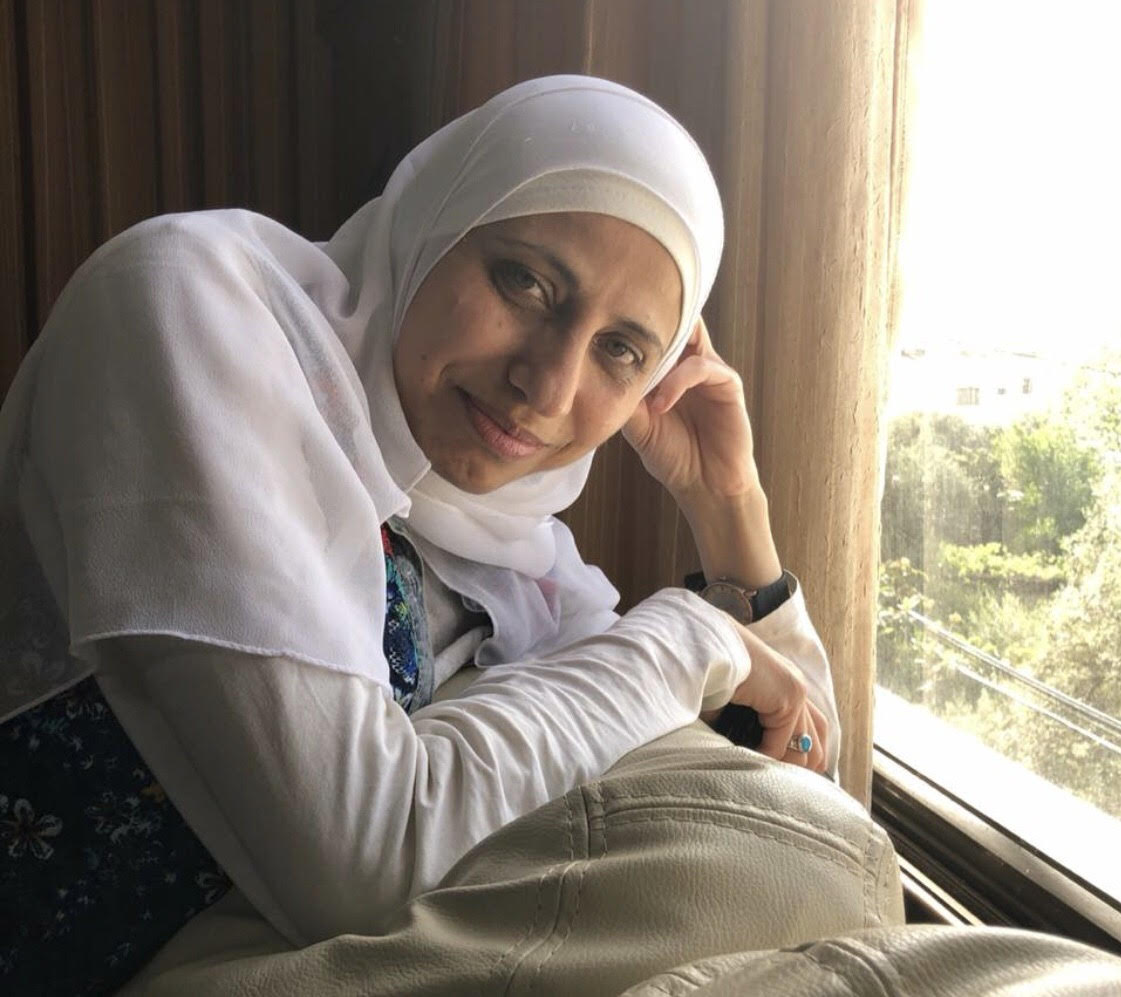
دارین طاطور

دارین طاطور (زاده ۱۶ آوریل ۱۹۸۲ در رینه) شاعر، عکاس و فعال رسانه‌های اجتماعی فلسطینی اهل رینه، اسرائیل است که به زبان عربی، زبان مادری خود، می‌نویسد. او در سال ۲۰۱۸ توسط یک دادگاه اسرائیلی به اتهام «تشویق خشونت» و «حمایت از یک سازمان تروریستی» در پست‌هایی در شبکه‌های اجتماعی که یکی از آنها ویدئویی بود که شعرهای خود را می‌خواند، محاکمه و به پنج ماه زندان محکوم شد. به دنبال درخواست تجدیدنظر او، محکومیت برای پست حاوی شعر سال بعد لغو شد، اما محکومیت برای پست‌های دیگر او تأیید شد.
در سال ۲۰۱۹، او جایزهٔ آفکام برای آزادی بیان را دریافت کرد.

## پست‌های شبکه‌های اجتماعی و دستگیری
او آثار خود را در فیس بوک و یوتیوب منتشر کرده است.
در اکتبر ۲۰۱۵، طاطور شعری را در یوتیوب و فیس بوک منتشر کرد با عنوان «ای مردمان من، در برابر آنها به‌پا برخیزید»(به عربی: قاوم یا شعبي قاومهم)، که در آن این کلمات به عنوان موسیقی متن تصاویر فلسطینی‌ها در درگیری‌های خشونت‌آمیز با نیروهای اسرائیلی آمده بود. این منجر به دستگیری و کیفرخواست او برای تحریک به خشونت و حمایت از سازمان تروریستی شد. ترجمه کامل این شعر که توسط یک افسر پلیس انجام شده است در سند کیفرخواست ذکر شده است. بقیه کیفرخواست مربوط به سه پست در فیس بوک است: (۱) تصویر اسراء عابد، زنی اهل ناصره که پس از تیراندازی سربازان و نگهبانان اسرائیلی روی زمین ایستگاه اتوبوس مرکزی در عفولا افتاده است. (دوم) عکس پروفایل با نوشتهٔ «من شهید بعدی هستم»(به عربی: انا الشهید الجی). و (سوم) پستی با استناد به دعوت جهاد اسلامی برای انتفاضه در کرانه باختری و دعوت به انتفاضه در خط سبز الاقصی.

### واکنش‌ها
شعر طاطور قبل از محاکمه او بیش از ۲۰۰٫۰۰۰ بار مشاهده شد.
این پست‌ها همزمان با موسوم به "انتفاضه چاقو" بود، موجی از عملیات‌های با چاقوی روزانه فلسطینی‌ها که از سال ۲۰۱۵ آغاز شده بود، طی چند ماه، ده‌ها اسرائیلی را به قتل رساند و ریشهٔ آن به‌طور گسترده به نقش و تشویق رسانه‌های اجتماعی نسبت داده شد. بازرسان اسرائیلی تأکید کردند: «محتوا، افشای آن و شرایط انتشار آن، احتمال واقعی انجام اعمال خشونت‌آمیز یا تروریستی را ایجاد می‌کند».
در همان زمان، محاکمه طاطور با محکومیت گسترده بین‌المللی مواجه شد. به گزارش بی‌بی‌سی، تا سال ۲۰۱۸ «پرونده این شاعر به دلیلی برای طرفداران آزادی بیان تبدیل شده است و توجه را به افزایش اخیر دستگیری‌های اسرائیلی - اعراب اسرائیلی و فلسطینی‌ها در کرانه باختری اشغالی - متهم به تحریک یا برنامه‌ریزی برای حملات آنلاین جلب کرده است. مرکز آمریکایی انجمن قلم، دستگیری و محکومیت او در سال ۲۰۱۶ را محکوم کرد، کمپین‌های نامه نویسی از طرف او را سازماندهی کرد، و پس از محکومیت او در ماه مه ۲۰۱۸ اظهار داشت که محکومیت «متکی بر یک ارادهٔ عمدی است: توصیف نادرست از کار او و حمله غیرقابل قبولی به آزادی بیان در اسرائیل». بازداشت وی از سوی سازمان ضد صهیونیستی آمریکایی صدای یهودی برای صلح نیز محکوم شد.

## محاکمه، حکم و تجدیدنظر موفق
طاطور در ابتدا نگارش این پست‌ها و شعر را انکار کرد، اما پس از تغییر وکیل به این کار اعتراف کرد و در عوض شروع به ادعا کرد که شعر اشتباه ترجمه شده است.
استدلال دادستان بر انکار، وارونه کردن و متعاقب آن سرزنش دیگران تأکید دارد و اینکه فردی که «از عدالت مسیر و پاکی نیات خود مطمئن است، پیوسته به انتشار مطالب منتسب به او اعتراف می‌کند و مقاصد بنیادین او را توضیح می‌دهد».
طاطور در دفاعیاتش استدلال می‌کرد که او برای «ارعاب و ساکت کردن فلسطینی‌ها در اسرائیل» تلاش می‌کرد و «جرم‌انگاری شعر… غنای فرهنگی همه جامعه را نادیده می‌گیرد.»
او در ۳ می 2018 مجرم شناخته شد و در ۳۱ ژوئیه ۲۰۱۸ به پنج ماه حبس محکوم شد. او در سپتامبر ۲۰۱۸ آزاد شد.
در ماه مه ۲۰۱۹، دادگاه ناحیه ناصره صرفاً محکومیت او را برای این شعر لغو کرد، نه محکومیت‌های دیگر پست‌های رسانه‌های اجتماعی را. دادگاه حکم داد که این شعر «شامل اظهارات صریح نیست که زمینه را برای فراخوان مستقیم برای انجام اعمال فراهم کند». دادگاه خاطرنشان کرد که طاطور به عنوان یک شاعر شناخته می‌شد و «آزادی بیان زمانی که شامل آزادی [بیان] هنری و خلاقانه نیز باشد، وزن بیشتری دارد».